# Parlamento di Malloco
Il parlamento di Malloco si tenne tra il governatore Juan Henríquez de Villalobos ed i capi Mapuche nel gennaio del 1671 a Malloco, a sud-ovest di Santiago, Cile.

## Storia
Uno degli accordi raggiunti in questo incontro era quello secondo cui ogni rehue dei Mapuche sarebbe stato controllato da uno spagnolo con il titolo di capitan de amigos, che avrebbe avuto l'incarico di verificare il rispetto dei patti. Avrebbero anche dovuto sforzarsi di civilizzare i Mapuche. Questi funzionari sarebbero stati a loro volta controllati da un comandante superiore, il Commissario delle Nazioni. Questa clausola avrebbe poi creato problemi per decenni.
Poco dopo, nel 1672, il precedente toqui Ayllicuriche ed altri capi Mapuche tentarono una rivolta per eliminare questo vincolo. Non ricevette molto supporto e la ribellione fu presto sedata. Nel 1694 il toqui Millalpal ed i Mapuche furono incitati alla rivolta dalle azioni non autorizzate di Antonio Pedreros, Commissario delle Nazioni.  Il parlamento di Choque-choque tenuto dal governatore Tomás Marín de Poveda riuscì a chiudere pacificamente la rivolta. Gli abusi dei capitan de amigos, comunque, portarono alla fine alla rivolta Mapuche del 1723, guidata dal toqui Vilumilla. Questa ribellione terminò con il parlamento di Negrete del 1726, che abolì definitivamente questi ufficiali.